# Menconico
Menconico ist eine Gemeinde (comune) mit 339 Einwohnern (Stand 31. Dezember 2023) in der südwestlichen Lombardei im Norden Italiens in der Provinz Pavia. Die Gemeinde liegt etwa 60 Kilometer südlich von Pavia in der Oltrepò Pavese am Aronchio, der über die Staffora in den Po mündet, gehört zur Comunità Montana Oltrepò Pavese und grenzt an die Provinz Piacenza.

## Verkehr
Durch die Gemeinde führt die frühere Strada Statale 461 del Passo del Penice (heute eine Provinzstraße) von Voghera nach Bobbio.